# Zeliomima chaetosa
Zeliomima chaetosa är en tvåvingeart som beskrevs av Mensil 1976. Zeliomima chaetosa ingår i släktet Zeliomima och familjen parasitflugor.
Artens utbredningsområde är Madagaskar. Inga underarter finns listade i Catalogue of Life.